# فريدي هاميلتون
فريدي هاميلتون هو لاعب هوكي الجليد كندي، ولد في 1992 في تورونتو في كندا.

## وصلات خارجية
- فريدي هاميلتون على موقع دوري الهوكي الوطني (الإنجليزية)
- فريدي هاميلتون على موقع EliteProspects.com (الإنجليزية)
- فريدي هاميلتون على موقع Eurohockey.com (الإنجليزية)
- فريدي هاميلتون على موقع HockeyDB.com (الإنجليزية)
- فريدي هاميلتون على موقع Hockey-Reference.com (الإنجليزية)